# Buttwil
Buttwil (schweizertyska: Buttu) är en ort och kommun i distriktet Muri i kantonen Aargau, Schweiz. Kommunen har 1 276 invånare (2023).
Byn ligger på en bergsrygg, cirka 2 kilometer öster om Muri. Kommunens högsta punkt ligger 813 meter över havet.
Byn nämns 1160 för första gången i en urkund. Området styrdes sedan 1027 av benediktinklostret i Muri. 1415 erövrade Schweiziska edsförbundet regionen. Under fransmännens översyn blev orten mellan 1789 och 1803 en del av Helvetiska republiken.
Fram till mitten av 1900-talet dominerades kommunen av jordbruk. Efter en längre stagnation byggdes under 1970-talet många hus åt personer som arbetade i Muri eller andra större orter i regionen.
Buttwil är anslutet till regionens lokala busstrafik. Dessutom finns en liten flygplats där små motor- och segelflygföreningar är stationerade.